# Émile Demangel
Émile Joseph Demangel (La Chapelle-aux-Bois, 20 de junio de 1882-Xertigny, 11 de octubre de 1968) fue un deportista francés que compitió en ciclismo en la modalidad de pista.
Participó en los Juegos Olímpicos de Londres 1908, obteniendo una medalla de plata en la prueba de 660 yardas. Ganó una medalla de bronce en el Campeonato Mundial de Ciclismo en Pista de 1908.

## Medallero internacional
| Juegos Olímpicos   | Juegos Olímpicos      | Juegos Olímpicos  | Juegos Olímpicos         |
| Año                | Lugar                 | Medalla           | Competición              |
| ------------------ | --------------------- | ----------------- | ------------------------ |
| 1908               | Londres (Reino Unido) | Medalla de plata  | 660 yardas               |
| Campeonato Mundial |                       |                   |                          |
| Año                | Lugar                 | Medalla           | Competición              |
| 1908               | Berlín (Alemania)     | Medalla de bronce | Velocidad individual (A) |